# Pratique énergétique

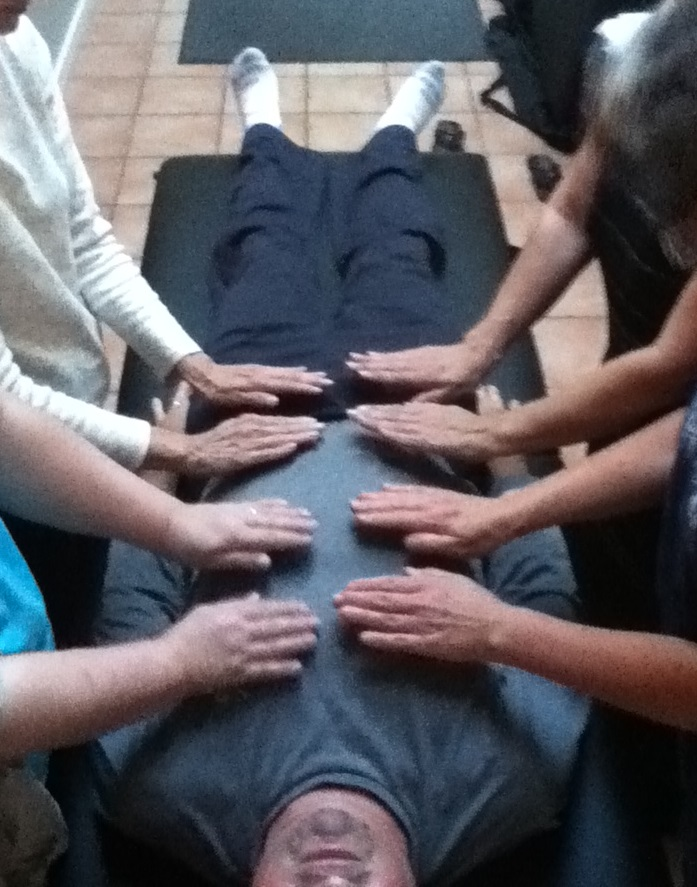
Séance de reiki, une pratique énergétique notoire.

L'expression pratique énergétique, thérapie énergétique, technique énergétique, voire thérapie manuelle énergétique, désigne toutes les pratiques de médecine non conventionnelle qui utilisent un sens dérivé du mot « énergie »,,,, pouvant tour à tour signifier « énergie de l'Univers », « énergie divine », « énergie électromagnétique », etc. Le concept renvoie à l'idée qu'il serait possible pour un être humain de faire circuler en soi et de transmettre à quelqu'un d'autre une « énergie » (énergie en provenance de l'univers, de Dieu, d'un ange, le qi, etc.) qui aurait le pouvoir de détendre voire de guérir ou de provoquer des états de conscience modifiés.
En dehors d'un effet placebo, en particulier dans la gestion de la douleur, les recherches scientifiques ne reconnaissent pas la validité de toutes ces pratiques,. Les diverses « thérapies par le toucher » ont parfois été évoquées positivement dans le contexte des suites d'hospitalisation, en particulier cardiaques, tout en suggérant que le fait de prendre quelqu'un dans ses bras pouvait avoir un effet similaire.
On retrouve parfois l'expression dans les arts martiaux, l'acupuncture et certaines méthodes de massage, mais avec des interprétations très variables.

## Reiki
Le reiki est une méthode basée sur l'imposition des mains. La syllabe « rei » désigne l'esprit. La syllabe « ki » est issue du chinois « qi » (prononcer « tchi »), qui désigne une des trois forces au sein de l'être humain.
La méthode de soin appelée reiki fut mise au point au Japon par Mikao Usui (1865-1926) entre 1918 et 1922. Son expansion en Occident est due d'un côté à la branche nippo-américaine de Mme Hawayo Takata et de sa petite-fille, qui transmirent les principes élémentaires du reiki et des techniques très simplifiées, et formèrent des maîtres occidentaux depuis les années 1970 (principalement dans le courant New Age et les spiritualités modernes) et de l'autre côté à la branche japonaise directement liée à l'un de ses élèves Chujiro Hayashi, introduite directement depuis le Japon en Europe au début des années 2000.

## Lithothérapie
La lithothérapie cherche à soigner par le biais des cristaux (améthyste, quartz, œil-de-tigre, labradorite, aigue-marine, rubis, turquoise etc.) Elle considère que ces cristaux émettent naturellement une « résonance » ou une « vibration » singulière capable d'améliorer le bien-être de la personne à son contact ou à proximité.

## Magnified healing
Le magnified healing s'apparente au reiki mais avec la différence que le praticien, au lieu de se percevoir simplement comme un « canal » de l'énergie, deviendrait lui-même l'énergie. Cette pratique invoque Kwan Yin, une « déesse de la compassion », et a été créée par Kathryn Anderson et Gisèle King en 1983.

## Transfert d'énergie médecin/patient
Certains auteurs ont étudié l'éventualité d'un « transfert d'énergie » entre le médecin ou l'infirmière et le patient, tout en notant que l'effet perçu sur le patient, s'il était visible ne pouvait être lié que par déduction d'un hypothétique transfert d'énergie et que les recherches actuelles sur le sujet n'étaient pas concluantes à ce jour.

## Magnétothérapie
La magnétothérapie, à ne pas confondre avec l'utilisation du magnétisme animal à des fins thérapeutiques, vise à traiter diverses maladies en utilisant des aimants. La magnétothérapie est considérée comme une pseudoscience par le corps médical car aucune étude n'a pu démontrer une efficacité supérieure à l'effet placebo (comme dans les cas d'arthroses, les talalgies[réf. à confirmer], douleurs plantaires, et les troubles bipolaires).

## Critiques et dérives
Aucune de ces méthodes de soin n'identifie de manière concrète la nature de l'« énergie » à laquelle elles se réfèrent, qui ne semble souvent détectable que par le praticien et donc purement imaginaire. Ainsi, en dépit du vocabulaire de certains praticiens, souvent emprunté à la physique (« vibrations », « courant », « ondes cosmiques », pouvoirs « quantiques », etc.), aucune de ces méthodes n'a le moindre fondement scientifique, ni n'a jamais pu démontrer la moindre trace d'efficacité. 
Des questions sur le risque d'emprise mentale ont été soulevées : certaines critiques craignent l'exploitation de l'espoir et de la peur des malades pour de l'argent, en échange d'un simple effet placebo, pouvant éventuellement mettre en danger la vie de certains patients nécessitant des soins sérieux et qui ne pratiqueraient que le reiki ou des thérapies énergétiques fantaisistes au détriment de la médecine.
En France, en raison de « faits inquiétants », l'UNADFI (Union Nationale des Associations de Défense des Familles et de l'Individu victimes de sectes), dans un texte de 2002 intitulé « le Reiki et ses dérives », demande aux personnes souhaitant pratiquer le reiki de « distinguer les pratiques sérieuses et enrichissantes des pratiques manipulatoires ». La Mission interministérielle de vigilance et de lutte contre les dérives sectaires (MIVILUDES) cite les pratiques énergétiques et notamment le reiki dans son rapport de 2005 dans le chapitre L’Irrationnel et pratiques thérapeutiques. Elle note un grand retour de la pensée magique et la croyance que les miracles pourraient être une alternative possible à des méthodes thérapeutiques conventionnelles. Elle remarque également que des « groupes, souvent d’inspiration orientaliste et revendiquant parfois le titre de thérapies énergétiques entretiennent ainsi l’idée d’apparence plus pragmatique selon laquelle chacun pourrait devenir son propre guérisseur, après initiation. Mais la croyance selon laquelle il serait donné à chacun, après formation accélérée, de transmettre ou de recevoir ce pouvoir de canalisation d’une « énergie vitale universelle » promue force de guérison, compose elle aussi une vision bien peu rationnelle de la médecine ; parce qu’elle repose sur un fondement dénué de toute objectivité scientifique, elle peut d’autant plus facilement déboucher sur des dérapages éventuels, ainsi qu’en attestent certains témoignages de pratiques de guérison à distance, voire par téléphone, actuellement, développées par certains adeptes du reiki. ».